# Västerberget (Björna)
Västerberget är ett berg i Vändåtbergets naturreservat, i Örnsköldsviks kommun.
Det befinner sig på den östvästliga bergsrygg som sträcker sig cirka en mil från Lockstaberget i öster över bergskammarna vid Ytterberget och som efter huvudtoppen Mittiberget avslutas med Västerberget.
Det är den samlade bergsryggen som gett upphov till namnet Vändåtberget.
På Västerbergets södra sida finns den lilla Inner-Abborrtjärnen och en raststuga som är öppen året om.

## Bilder

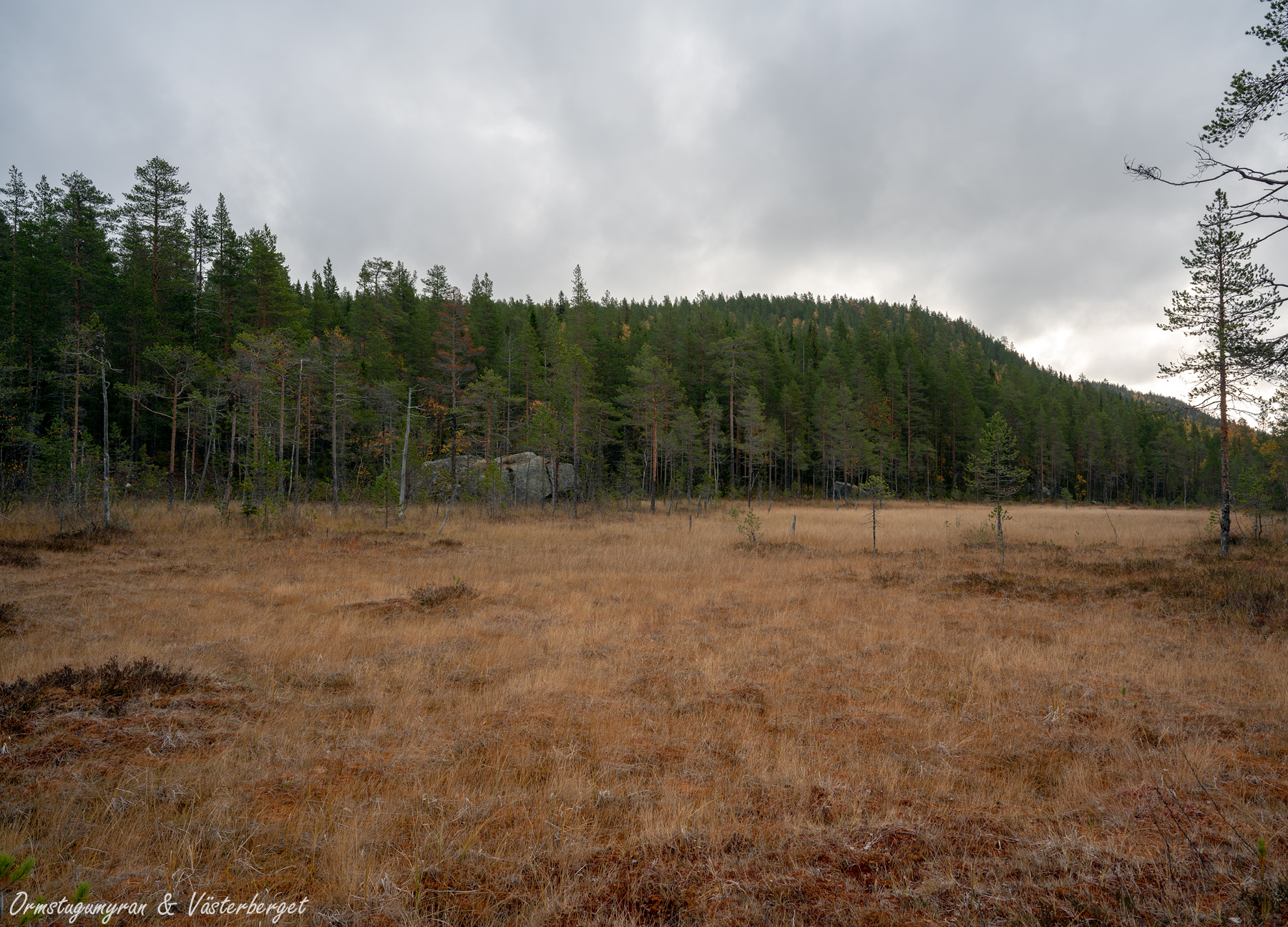
Ormstugumyran med Västerberget i bakgrunden.